# Pedro Beltrán Espantoso
Pedro Gerardo Beltrán Espantoso (Lima, 17 febbraio 1897 – Lima, 16 febbraio 1979) è stato un imprenditore, politico e diplomatico peruviano.

## Biografia
Figlio dell'imprenditore terriero Pedro Beltrán e di Augusta Espantoso, esponente di una delle quaranta famiglie più influenti di tutto il Perù, studiò dapprima al Colegio de la Recoleta e all'Universidad Nacional Mayor de San Marcos di Lima. Si laureò poi nel 1918 in economia alla London School of Economics and Political Science, dove si avvicinò alla scuola monetarista. Negli anni venti, dopo la morte del padre, si occupò delle tenute di famiglia, ampliandole e modernizzando sia le tecniche di coltivazione, che i macchinari utilizzati. Dal 1927 al 1934, fu inoltre Presidente della Società Nazionale Agraria del Perù.
Nel 1930, fondò il Partido Nacional Agrario, di tendenze liberali e anti-marxiste. Nonostante il pessimo risultato ottenuto, Beltrán continuò a occuparsi di politica: nel 1931 fu nominato vicepresidente della Banca Centrale del Perù e, assieme al professore di Stanford Edwin Kemmerer, lavorò alla riorganizzazione del sistema bancario peruviano; nel 1934 aderì alla proprietà del quotidiano La Prensa, poi entrò nel corpo diplomatico, arrivando a coprire la carica di ambasciatore presso gli Stati Uniti d'America (1944-1946) e rappresentando il Perù anche presso la Conferenza monetaria e finanziaria delle Nazioni Unite e la Conferenza sull'organizzazione internazionale delle Nazioni Unite di San Francisco (1945).
Nel 1947, diventò direttore de La Prensa e fondò un nuovo movimento, Alianza Nacional, duramente critico con il Presidente José Luis Bustamante y Rivero per la sua posizione moderata nei confronti dei movimenti di sinistra, in particolare l'Alleanza Popolare Rivoluzionaria Americana e il Partito Comunista Peruviano. Beltrán sostenne (e probabilmente finanziò) il successivo colpo di Stato del generale Manuel A. Odría, così come la sua proclamazione a Presidente dopo le "elezioni farsa" del 1950.
Il 28 novembre 1948, fu nominato Presidente della Banca Centrale del Perù: sotto la sua breve presidenza, ripristinò il libero scambio internazionale di merci e migliorò la bilancia commerciale del Paese, ma il peggioramento dei rapporti con il generale Odría, dovuti alla resistenza di quest'ultimo ad abbandonare il potere, lo portò alle dimissioni il 13 aprile 1950.
Beltrán tornò alla guida de La Prensa, che sotto di lui fu profondamente trasformata: si puntò sulla professionalizzazione dei giornalisti, a cui venne imposto di scrivere con la massima serietà, onestà e correttezza; la pubblicità venne eliminata dalla prima pagina; le opinioni furono separate dalle notizie e confinate ai soli editoriali. Fra il 1950 e il 1956 le copie vendute aumentarono del 600%, trasformando La Prensa nel principale quotidiano peruviano dell'epoca, nonché in uno spazio per molti giovani economisti di area liberale. Beltran fondò anche un tabloid, Última Hora, che sostenesse le stesse battaglie politiche de La Prensa e che diventò ben presto uno dei più popolari di tutto il Perù, grazie all'uso estensivo di notizie sensazionalistiche e di un linguaggio popolare, a volte molto esplicito.
Contestualmente alla trasformazione dei suoi giornali, anche Beltrán cambiò completamente la sua posizione politica, diventando un acerrimo nemico del regime di Odría (di cui criticò soprattutto la censura) e uno dei più sinceri sostenitori della democratizzazione del Paese. Gli atti di ostilità al regime divennero sempre più eclatanti: nei primi mesi del 1954, Beltrán invitò migliaia di immigrati interni a "invadere" Ciudad de Díos, in parte per infastidire Odría e in parte per acquisire parte del loro sostegno. Il 20 luglio 1955, fece pubblicare su La Prensa un documento in cui venivano richieste riforme e un'amnistia per i reati politici, che diventò poi la base politica della Coalición Nacional, una coalizione di oppositori a Odría. Circa sette mesi dopo (17 febbraio 1956), quando i militari della guarnigione di Iquitos si sollevarono contro il Presidente, Beltrán fece pubblicare il manifesto dei ribelli sul proprio giornale, subendo la sospensione delle pubblicazioni e la detenzione per circa un mese, assieme ad altri suoi dipendenti, sull'Isola del Frontón.
Fu liberato il 14 marzo 1956 in seguito a un provvedimento di amnistia generale. Dopo la caduta di Odría, rinunciò a correre come presidente alle elezioni del 1956, pur avendo elaborato un proprio programma politico durante la prigionia. Fu un duro oppositore delle politiche economiche di Manuel Prado Ugarteche dalle colonne de La Prensa, in particolare riguardo alla decisione di usare le riserve della Banca Centrale per evitare la svalutazione del sol. In un tentativo di spegnere le polemiche, Prado Ugarteche gli offrì la carica di Presidente del Consiglio nell'aprile 1958, ma Beltrán Espantoso rifiutò per motivi di salute. Dopo le dimissioni di Luis Gallo Porras, Prado Ugarteche gli ri-propose di accettare la carica di Presidente del Consiglio, così come quella di Ministro dell'Economia e delle Finanze: il 17 luglio 1959, Beltrán accettò con qualche esitazione. Fu sostituito alla guida del giornale da sua moglie Miriam Kropp, una analista economica statunitense che sposò nel 1950.
Nei suoi due anni di governo, eliminò tutti i sussidi alla produzione di beni alimentari, aumentò il prezzo della benzina per riequilibrarlo a quello internazionale, applicò rigorosamente la riscossione delle imposte, congelò i salari e, più in generale, ridusse l'intervento statale e il debito pubblico. Ripagò anche il debito contratto con il Fondo Monetario Internazionale, ricostituì le riserve di valuta della Banca centrale e rivide completamente il sistema di cambi, provocando una svalutazione del sol di circa il 37%. Nonostante i violenti attacchi sia da sinistra (che lo considerava un "lacchè degli imperialisti") che da destra (che lo considerava un traditore), ottenne la fiducia dal Parlamento sui temi economici e contribuì a risollevare il Perù dal collasso economico.
Beltrán presiedette inoltre la Commissione per la Riforma Agraria, che produsse due risultati: il primo fu un progetto di riforma agraria, che però non toccò gli interessi dei latifondisti, essendo incentrato perlopiù su interventi di colonizzazione di nuove terre, attraverso sgravi fiscali ai privati che avessero voluto investire nel settore; il secondo fu la fondazione di Ventanilla, che avrebbe dovuto essere la prima di una serie di città satellite da creare per decongestionare le periferie delle grandi città e far fuoriuscire dall'illegalità migliaia di peruviani che vivevano in case abusive.
Sebbene riuscì a raggiungere il superavit nel 1960 e ottenne una crescita del PIL del 4,5%, la sua politica economica aumentò la sperequazione fra le classi ricche e quelle meno abbienti e produsse una lunga serie di scioperi di minatori, operai, muratori, benzinai e financo bancari. Inoltre, la necessità di continuare a investire in opere pubbliche non gli permise di operare tagli più profondi, vedendosi costretto così ad aumentare gradualmente le imposte. I forti screzi con Prado Ugarteche lo portarono, infine, alle dimissioni il 24 novembre 1961. Nel 1962, tentò la candidatura alla presidenza del Perù, ma si ritirò a causa dello scarso supporto e delle forti contestazioni ricevute durante i suoi primi comizi.
Dopo la parentesi politica, tornò a guidare i suoi giornali, dalle cui colonne si oppose fermamente al Governo militare di Juan Velasco Alvarado e alla sua politica, giudicata troppo a sinistra. Nel 1972, fu costretto a passare il ruolo di direttore de La Prensa e Última Hora a suo nipote Pedro Beltrán Ballón, sulla base di una interpretazione restrittiva della legge sulla stampa: Beltrán Espantoso fu accusato di aver violato un decreto del 1965, che impediva agli editori di risiedere per più di sei mesi al di fuori dei confini nazionali.
Mantenne la proprietà delle testate fino al 1974, quando il regime di Alvarado espropriò definitivamente entrambi i quotidiani, che vennero affidati a personaggi più vicini al regime. Trascorse gli ultimi anni della sua vita fra gli Stati Uniti e il Perù. Nel febbraio 1979, tornato per il consueto incontro annuale con i suoi amici e i suoi ex dipendenti, fu costretto al ricovero in ospedale, dove subì un delicato intervento all'intestino. Morì per un infarto, avvenuto in seguito a complicanze dell'intervento.

## Onorificenze
Beltrán Espantoso ha vinto due volte il Premio Maria Moors Cabot, nel 1955 e nel 1972 (menzione speciale). Nel novembre 1956, fu nominato "Eroe della Libertà di Stampa" da parte della Società Interamericana della Stampa, in seguito all'arresto e alla detenzione subita da parte di Odría.
È stato anche insignito della laurea honoris causa da parte delle Università di Yale (in giurisprudenza, giugno 1960), California (marzo 1961) e Harvard (giugno 1968).